# Lattes
Lattes – miejscowość i gmina we Francji, w regionie Oksytania, w departamencie Hérault.
Według danych na rok 1990 gminę zamieszkiwały 10 203 osoby, a gęstość zaludnienia wynosiła 367 osób/km² (wśród 1545 gmin Langwedocji-Roussillon Lattes plasuje się na 21. miejscu pod względem liczby ludności, natomiast pod względem powierzchni na miejscu 230.).